# Dalmatinská 101
Dalmatinská 101 (v anglickém originále 101 Dalmatian Street) je britsko-kanadský animovaný televizní seriál, inspirovaný románem Dodie Smithové Sto jedna dalmatinů z roku 1956 a filmem z roku 1961 101 dalmatinů. Ve Spojeném království měl seriál premiéru 14. prosince 2018 na stanici Disney Channel. Děj se odehrává v současném Londýně. V Česku měl premiéru 21. prosince 2018 na stanici Disney Channel.

## Obsazení
- Josh Brener jako Dylan (český dabing: Matěj Převrátil)[4]
- Michaela Dietz jako Dolly(český dabing: Marika Šoposká)[4]
- Rhashan Stone jako Doug[4]
- Ella Kenion jako Delilah[4]
- Rachel Ramos jako D.J.
- Akiya Henry jako Da Vinci a Roxy[4]
- Lauren Lindsey Donzis jako Destiny a Deja Vu[4]
- Margot Powell jako Dorothy
- Bert Davis jako Disel[4]
- Nefeli Karakosta jako Dizzy[4]
- Florrie Wilkinson jako Dee Dee[4]
- Abigail Zoe Lewis jako Dollis[4]
- Stephen Mangan jako doktor Dave[4]
- Aimee-Ffion Edwards jako Arabella a Big Fee[4]
- Ben Bailey Smith jako veverka Sid a jezevčík Spencer[4]
- Paloma Faith jako pudl Portia[4]
- Miriam Margolyes jako Bessie, Cornwallská kráva[4]
- Tameka Empson jako Pearl, policejní kůň[4]
- Bethan Wright jako mopslík Prunella[4]

## Vysílání
| Řada | Díly | Premiéra ve VB    | Premiéra ve VB | Premiéra v ČR (ČT :D) | Premiéra v ČR (ČT :D) | Premiéra v ČR (Disney Channel) | Premiéra v ČR (Disney Channel) |
| Řada | Díly | První díl         | Poslední díl   | První díl             | Poslední díl          | První díl                      | Poslední díl                   |
| ---- | ---- | ----------------- | -------------- | --------------------- | --------------------- | ------------------------------ | ------------------------------ |
| 1    | 26   | 14. prosince 2018 | 22. února 2020 | 27. března 2024       | 21. dubna 2024        | 21. prosince 2018              | 1. května 2020                 |